# Патрикеев, Иван Иванович Мунында
Князь Иван Иванович Патрикеев по прозванию Мунында (Мынынка, Мунынна, Мунья, Мынынна; ум. после 1522) — воевода и боярин во времена правления Ивана III Васильевича и Василия III Ивановича.

## Биография
Из княжеского рода Патрикеевых. Младший сын князя и боярина Ивана Юрьевича Гвоздя Патрикеева. Имел братьев князей Михаила Колышку и Василия Косого.
В 1495 году показан вторым после князя Ф. И. Бельского среди детей боярских сопровождавших великого князя в его поездке в Новгород Великий. В 1499 году «годовал» первым воеводой в Полоцке[уточнить]. В связи с постигшей опалой всего рода князей Патрикеевых, сослан в Кирилло-Белозёрский монастырь, вместе с братом. Упомянут в завещании отца под 1495—1499 годах. В 1502 году первый воевода Большого полка в походе из Ржева в Литву. В 1503 году первый воевода Большого полка в походе на Лифляндию. В 1507 году по «казанским вестям» первый воевода на Плёсе, а по соединении с другими воеводами первый воевода войск правой руки. В 1517 году воевода Большого полка против казанцев на Суре. В 1522 году показан в боярах и первым воеводою Большого полка в походе с Угры в погоне за крымцами.